# Люди Ікс: Темний Фенікс
«Люди Ікс: Темний Фенікс» (англ. X-Men: Dark Phoenix) — американський фантастичний фільм режисера Саймона Кінберга, дванадцятий у серії про Людей Ікс. Прем'єра фільму в Україні відбулася 6 червня 2019 року.

## Сюжет
Сюжет фільму розгортається у 1992 році, майже через 10 років після подій стрічки «Людей Ікс: Апокаліпсис». Містік, Звір, Шторм, Нічний Змій і Ртуть стають національними героями. Тим часом амбіції їхнього лідера Чарльза Ксав'є ростуть з небувалою швидкістю (професор навіть потрапив на обкладинку журналу Time), тому він відправляє своїх учнів-мутантів на все більш небезпечні і екстремальні місії. Під час однієї з них Люди Ікс виявляються в космосі, де в результаті сплеску сонячної енергії в Джин Ґрей пробуджується зловісна сила — Фенікс.

## У ролях
| Актор                      | Роль                         |
| -------------------------- | ---------------------------- |
| Софі Тернер Саммер Фонтана | Джин Ґрей / Фенікс юна Джин  |
| Джеймс Мак-Евой            | Чарльз Ксав'є / Професор Ікс |
| Майкл Фассбендер           | Ерік Леншерр / Магнето       |
| Дженніфер Лоренс           | Рейвен Даркголм / Містік     |
| Ніколас Голт               | Генк Маккой / Звір           |
| Тай Шерідан                | Скотт Саммерс / Циклоп       |
| Александра Шипп            | Ороро Монро / Шторм          |
| Коді Сміт-Макфі            | Курт Вагнер / Нічний Змій    |
| Еван Пітерс                | Пітер Максімофф / Ртуть      |
| Джессіка Честейн           | Маргарет / Вук               |